# Цедри-Великі
Цедри-Великі (пол. Cedry Wielkie, нім. Groß Zünder) — село в Польщі, у гміні Цедри-Великі Ґданського повіту Поморського воєводства.
Населення — 1255 осіб (2011).

## Демографія
Демографічна структура станом на 31 березня 2011 року:
|          | Загалом | Допрацездатний вік | Працездатний вік | Постпрацездатний вік |
| -------- | ------- | ------------------ | ---------------- | -------------------- |
| Чоловіки | 609     | 154                | 433              | 22                   |
| Жінки    | 646     | 148                | 413              | 85                   |
| Разом    | 1255    | 302                | 846              | 107                  |